# ياكوب بارتوش
ياكوب بارتوش (بالبولندية: Jakub Bartosz)‏ هو لاعب كرة قدم بولندي في مركز الدفاع، ولد في 13 أغسطس 1996 في Myślenice ‏ في بولندا. شارك مع منتخب بولندا تحت 21 سنة لكرة القدم. أما مع النوادي، فقد لعب مع فيسوا كراكوف.

## وصلات خارجية
- ياكوب بارتوش على موقع الاتحاد الأوربي (الإنجليزية)
- ياكوب بارتوش على موقع قاعدة بيانات كرة القدم.إي يو (الإنجليزية)
- ياكوب بارتوش على موقع Soccerbase.com (لاعب) (الإنجليزية)
- ياكوب بارتوش على موقع Soccerway.com (الإنجليزية)